# Matthias Penk
Matthias Penk (Berlin, 11 de fevereiro de 1988) é um jogador de vôlei de praia alemão.

## Carreira
Em 2008 terminou na quarta posição no Campeonato Mundial Sub-21 de 2008 em Brighton ao lado de Alexander Walkenhorst e na edição do Campeonato Europe Sub-23 sediado em Cós terminaram vice-campeonato, juntos obtiveram na edição do Campeonato Mundial Universitário de Vôlei de Praia sediado em Alanyaa medalha de prata.

## Títulos e resultados
- Campeonato Mundial de Vôlei de Praia Sub-21:2008